# Höchheim
Höchheim – miejscowość i gmina w Niemczech, w kraju związkowym Bawaria, w rejencji Dolna Frankonia, w regionie Main-Rhön, w powiecie Rhön-Grabfeld, wchodzi w skład wspólnoty administracyjnej Bad Königshofen im Grabfeld. Leży w Grabfeldzie, około 18 km na północny wschód od Bad Neustadt an der Saale, nad rzeką Milz, przy granicy z Turyngią.

## Dzielnice
W skład gminy wchodzą cztery dzielnice: Gollmuthhausen, Höchheim, Irmelshausen i Rothausen.

## Demografia

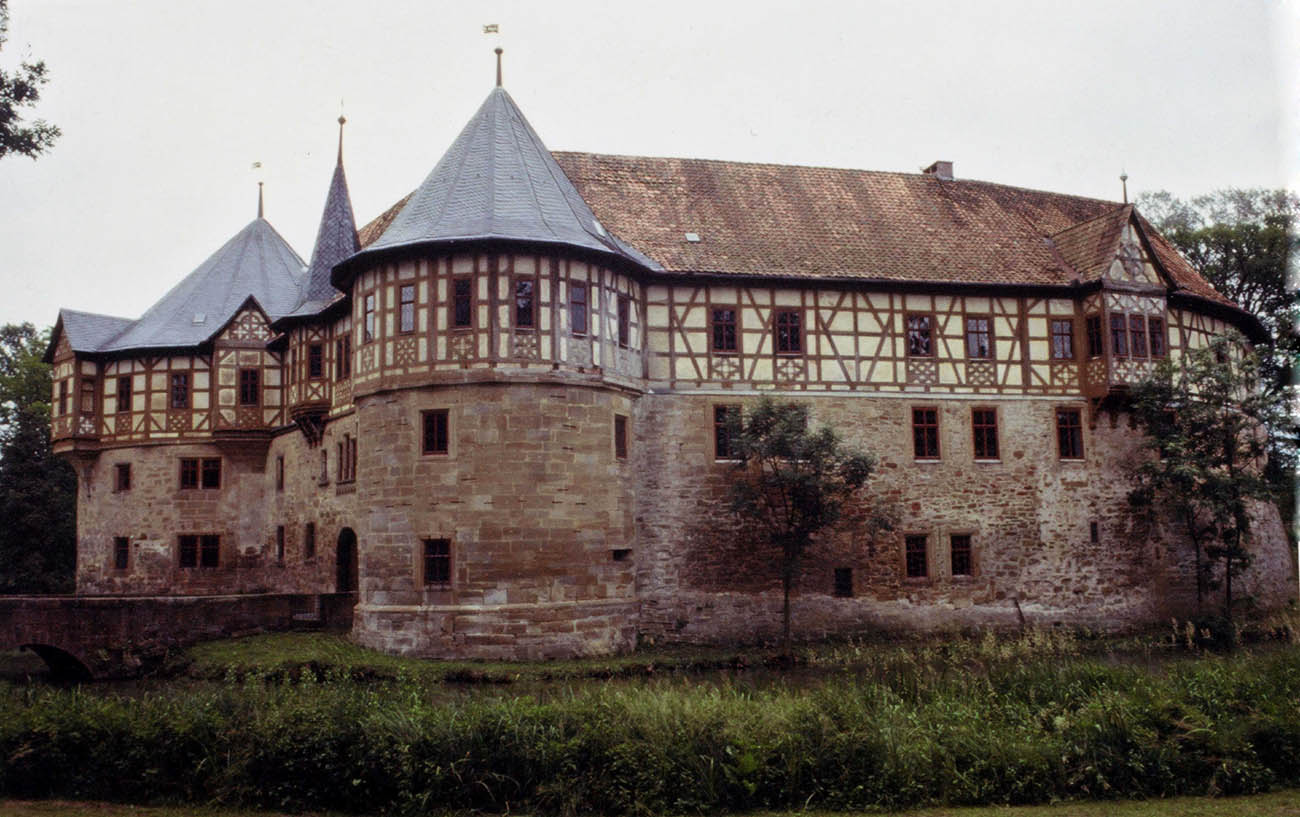
Zamek w dzielnicy Irmelshausen

| Rok  | Liczba mieszk. |
| ---- | -------------- |
| 1970 | 1 451          |
| 1987 | 1 269          |
| 2000 | 1 345          |
| 2005 | 1 266          |

## Zabytki i atrakcje
- zamek wodny w dzielnicy Irmelshausen

## Oświata
(na 1999)

W gminie znajduje się 50 miejsc przedszkolnych (z 49 dziećmi).